# Ивановский сельский совет (Чугуевский район)
Ивановский сельский совет — входит в состав Чугуевского района Харьковской области Украины.
Административный центр сельского совета находится в селе Ивановка.

## История
- 1921 — дата образования данного сельского Совета депутатов трудящихся на территории … волости в составе Чугуевского уезда Харьковской губернии Украинской Советской Советской Социалистической Республики.
- С 1923 года — в составе русского национального Чугуевского района Харьковского округа, с 1932 г. — Харьковской области УССР.
- В 1960-е годы территория Ивановского сельсовета входила в состав Чкаловского сельсовета.[2]
- После 17 июля 2020 — в рамках административно-территориальной «реформы» по новому делению Харьковской области[3][4] сельский совет был ликвидирован; входящие в него населённые пункты и его территории были присоединены к … территориальной общине (укр. громаде) того же Чугуевского района
- Сельсовет просуществовал 99 лет.

## Населённые пункты совета
- село Ивановка
- село Михайловка
- село Степовое
- село Студенок